# Daniel Burley Woolfall
Daniel Burley Woolfall (Blackburn, 15 juni 1852 - 24 oktober 1918) was de tweede voorzitter van de FIFA. Het belangrijkste doel van zijn voorzitterschap was de invoering van uniforme regels voor het internationale voetbal. Tijdens zijn ambtstermijn, tussen 1906 en 1918, werden de eerste niet-Europese leden (Zuid-Afrika, Argentinië, Chili en de Verenigde Staten) toegelaten tot de voetbalbond.
Woolfall speelde een leidende rol bij de organisatie van het voetbal op de Olympische Zomerspelen in 1908 en 1912.
Robert Guérin (1904–1906) · 
Daniel Burley Woolfall (1906–1918) · 
Jules Rimet (1921–1954) · 
Rodolphe William Seeldrayers (1954–1955) · 
Arthur Drewry (1955–1961) · 
Sir Stanley Rous (1961–1974) · 
João Havelange (1974–1998) · 
Sepp Blatter (1998–2015) · 
Issa Hayatou (2015–2016) · 
Gianni Infantino (2016–heden)